# Чемпионат Азии и Океании по самбо 2025
Чемпионат Азии и Океании по самбо 2025 года проходил в Ташкенте (Узбекистан) 14 — 18 апреля. Это был 14-й континентальный чемпионат по самбо, который прошёл в Ташкенте. Предыдущий чемпионат прошёл в 2021 году.
В соревнованиях участвовали спортсмены всех возрастов — от кадетов до ветеранов. Также прошли состязания среди слепых и слабовидящих. Чемпионат прошёл в спортивном комплексе «Узбекистан».

## Медалисты

### Спортивное самбо, мужчины
| Весовая категория | Золото                            | Серебро                              | Бронза                                                            |
| ----------------- | --------------------------------- | ------------------------------------ | ----------------------------------------------------------------- |
| до 58 кг          | Ильхом Пармонов · Узбекистан      | Мухамметмурат Бабеков · Туркменистан | Нурсултан Жубаткан · Казахстан · Кимал Оболбеков · Кыргызстан     |
| до 64 кг          | Жандос Бейсенбаев · Казахстан     | Азам Рашидов · Узбекистан            | Сапар Довлетов · Туркменистан · Кайрат Жусуп Уулу · Кыргызстан    |
| до 71 кг          | Арнур Куатай · Казахстан          | Эрденецогт Гансух · Монголия         | Голибжон Сулаймонов · Узбекистан · Алай Сартов · Кыргызстан       |
| до 79 кг          | Шахриор Каримов · Узбекистан      | Деваштич Устопирон · Таджикистан     | Мунхоргил Балдангомбо · Монголия · Байел Джакшиликов · Кыргызстан |
| до 88 кг          | Фарух Мамаджанов · Кыргызстан     | Зафар Олимшоев · Таджикистан         | Даурен Камаш · Казахстан · Худоёр Иброимов · Узбекистан           |
| до 98 кг          | Мирижалол Нормуминов · Узбекистан | Орозбек Алмазбеков · Кыргызстан      | Алибек Зекенов · Казахстан · Мухаммаджан Зойдов · Таджикистан     |
| свыше 98 кг       | Асрор Хамидов · Узбекистан        | Азамат Чотчаев · Бахрейн             | Гайса Халмуханов · Казахстан · Энхжин Уненхуу · Монголия          |

### Спортивное самбо, женщины
| Весовая категория | Золото                           | Серебро                           | Бронза                                                           |
| ----------------- | -------------------------------- | --------------------------------- | ---------------------------------------------------------------- |
| до 50 кг          | Айман Ибрагимова · Казахстан     | Канышай Аманкулова · Кыргызстан   | Севинч Исроилова · Узбекистан · Азиза Назарова · Туркменистан    |
| до 54 кг          | Шохида Сонтураева · Узбекистан   | Саратуя Делгерсайхан · Монголия   | Айнур Торебай · Казахстан · Зулейха Худайбердыева · Туркменистан |
| до 59 кг          | Ибодатхон Агожонова · Узбекистан | Ирисхан Бобаева · Кыргызстан      | Зарина Мурадассыл · Казахстан · Мержен Жораева · Туркменистан    |
| до 65 кг          | Сарвиноз Есанова · Узбекистан    | Аружан Сатова · Казахстан         | Айда Асанбеков · Кыргызстан                                      |
| до 72 кг          | Гулина Облокулова · Узбекистан   | Шахида Нармухамедова · Кыргызстан | Анел Кайраткызы · Казахстан                                      |
| до 80 кг          | Мадина Ержан · Казахстан         | Бегаим Бакытова · Кыргызстан      | Шахноза Бозорова · Узбекистан                                    |
| свыше 80 кг       | Сидни Си · Филиппины             | Буянзая Серочир · Монголия        | Чарос Абдуллаева · Узбекистан · Арайлым Абенова · Казахстан      |

### Боевое самбо, мужчины
| Весовая категория | Золото                           | Серебро                          | Бронза                                                              |
| ----------------- | -------------------------------- | -------------------------------- | ------------------------------------------------------------------- |
| до 58 кг          | Лутфилла Сайдаматов · Узбекистан | Арман Турумбетов · Казахстан     | Юсуп Танрибердыев · Туркменистан · Калыс Койчуманкулов · Кыргызстан |
| до 64 кг          | Тугсболд Цогтбаатар · Монголия   | Аслан Турусбеков · Казахстан     | Джеван Ли · Республика Корея · Мерген Дурдыев · Туркменистан        |
| до 71 кг          | Шариф Кушаев · Узбекистан        | Ниетхан Толеухан · Казахстан     | Худойор Ражабзода · Таджикистан · Мунхочир Идерхуу · Монголия       |
| до 79 кг          | Бахытжан Дуйсембеков · Казахстан | Элхан Орозалиев · Кыргызстан     | Рамазон Жумаев · Таджикистан · Ахмед Синан · Мальдивы               |
| до 88 кг          | Сохибжон Хасанбоев · Узбекистан  | Халид Толибзода · Таджикистан    | Мохаммед Кадхим · Ирак · Бектен Эркебай Уулу · Кыргызстан           |
| до 98 кг          | Райхан Мади · Казахстан          | Безирген Бегенжов · Туркменистан | Озодбек Муротов · Узбекистан · Бекболсун Керимбеков · Кыргызстан    |
| свыше 98 кг       | Хакимжон Исмоилов · Узбекистан   | Таласбек Нуралиев · Кыргызстан   | Талгат Жиентаев · Казахстан · Абдулвахид Ал-алуси · Ирак            |

### Боевое самбо, женщины
| Весовая категория | Золото                                | Серебро                         | Бронза                                                            |
| ----------------- | ------------------------------------- | ------------------------------- | ----------------------------------------------------------------- |
| до 50 кг          | Жадыра Пайиз · Казахстан              | Бямбажав Эрденет-од · Монголия  | Вазира Очилова · Узбекистан · Айчолпон Нурсаткызы · Кыргызстан    |
| до 54 кг          | Гулсевар Уракова · Узбекистан         | Десиана Сяфитри · Индонезия     | Делгерсайхан Сарантуя · Монголия · Куралай Кабрайкызы · Казахстан |
| до 59 кг          | Хуршида Абдувохидова · Узбекистан     | Жанела Набиева · Казахстан      | Бегайим Акбалаева · Кыргызстан · Зыба Орунова · Туркменистан      |
| до 65 кг          | Шахзода Азатова · Узбекистан          | Сенгуй Ли · Республика Корея    | Майса Гупбыкова · Туркменистан · Аружан Кенессары · Казахстан     |
| до 72 кг          | Мадинабону Салохиддинова · Узбекистан | Меерами Нурадилова · Кыргызстан | Анара Суюндукова · Казахстан                                      |
| до 80 кг          | Айслинн Агнес Яп · Филиппины          | Мавлуда Абдуллаева · Узбекистан | Ултай Сейилова · Казахстан                                        |
| свыше 80 кг       | Нурила Ассанкызы · Казахстан          | Гулмира Исматова · Узбекистан   | Буянзая Сер-очир · Монголия                                       |